# RPG Maker MV
RPG Maker MV為电子角色扮演游戏的製作工具。由KADOKAWA的尾島陽兒帶領製作、Spike Chunsoft販售。Steam多語言（含中文）版在2015年10月23日發售，日文版在2015年12月17日發售。

## 概要
RPG Maker VX Ace的後繼版本，PC版RPG製作大師的第11代。根據購買版本，所附贈的素材數量也不同。是歷代圖片、音樂等素材附贈最多的一次。Steam版能透過DLC來額外購買素材。
操作性與前作無太大差異，但增加支援觸控面板、選單按鈕放大、戰鬥畫面支援第一人稱或橫版戰鬥等，官方插件也公開發布。

### 體驗版
Windows版本有提供體驗版使用。體驗版製作的遊戲可以在購買正式版後繼續製作。體驗版僅與正式版有以下不同：
- 若30天後仍未輸入購買序號，將無法繼續編輯遊戲。購買正式版後，可以接續體驗版的紀錄。
- 素材不會全數附贈，而是最小限度的提供。
- 依據使用規定，體驗版所製作的遊戲是不允許公布的。
- 體驗版比正式版的版本還要舊，代表可能帶有已經修復的漏洞（目前提供2015年12月21日的版本）。

### 多平台支援
名稱中的「MV」是指「Multi-View」，即為「多觀點」的意思。遊戲可以發布在Windows、Mac、Android、iOS、網頁瀏覽器等平台。
基本型態是由HTML5與JavaScript組成，專為在網頁瀏覽器上遊玩所設計，經過轉換也能夠發布在各個平台
Windows與Mac版使用NW.js格式發布。Android與iOS版使用Crosswalk與Apache Cordova格式發布。Linux與Windows商店版雖然尚未支援，但如果開發環境符合，是可以自行發布的。
在不同平台上，被讀取的音樂格式是不同的。Windows版使用ogg格式、手機板使用m4a格式。如果沒有必要的文件，遊戲會強制停止。但在測試時難以察覺，這點要注意。
影片與圖片則建議使用WebM與WebP。

### Windows與Mac OSX對應
過去RPG製作大師系列僅支援Windows系統，本作是系列首次支援Mac系統。為了Windows與Mac的相容性，部分編輯器使用Qt來開發。Windows版由多家出版商分別販售，但Mac版僅能透過Steam購買。

### 操作支援
電腦可支援滑鼠與鍵盤，觸控螢幕、智慧型手機可支援觸控操作。

### JavaScript插件
插件制度能夠實現以前無法實現的機制，舊版（從XP到VX Ace）的腳本使用Ruby，但MV使用JavaScript作為插件。基本指令與VX Ace版相去不大。
遊戲引擎使用JavaScript的情報公開後，在各地的JavaScript程式員中成為熱門話題。在Steam版發布後，許多歐美地區的前端工程師開始編寫插件，使得日版發售前便有許多現成插件可以使用。

### 停止使用RTP
RTP（遊戲運行需要的檔案）機制被廢除了。由於在遊戲前安裝RTP的機制已經被淘汰，而且在遊戲內附帶又會造成檔案過大。如果附帶RTP後製成安裝檔，檔案大小會超過300MB，製作者得要自行輕量化。因此決定淘汰RTP。

## RPG ATSUMARU
日文原名為「RPG アツマール」，是niconico動畫於2016年11月24日推出RPGアツマール服務，能將自製遊戲上傳登錄，上傳成功的遊戲即可直接在該服務網頁上遊玩、留言。軟體的編輯工具列上也出現可直接「分享至RPGアツマール」的選項。只要擁有niconico動畫帳號，便能在不同載具間，如個人電腦或智慧型手機（Android、iOS）上持有共同存檔紀錄，投稿者也能領取及支付獎勵金。
遊戲容量的上傳限制為300MB，其中個別檔案的限制是：圖像約5MB左右、聲音約10MB、文字約2MB左右、動畫約10MB左右。必須遵循素材的使用著作權。

## 外部連結
- ツクールweb (RPG Maker系列官方網站)（日語）
- RPG Maker MV 官方網站（页面存档备份，存于） （日語）
- RPG MAKER WEB（页面存档备份，存于） （英文）
- RPGアツマール（页面存档备份，存于）（日語）
- SIAKO.Mobi： RPG Maker MV 遊戲製作教學（页面存档备份，存于） （繁體中文）